# Gornje Crnatovo
Gornje Crnatovo (cyr. Горње Црнатово) – wieś w Serbii, w okręgu toplickim, w gminie Žitorađa. W 2011 roku liczyła 316 mieszkańców.